# École de formation en soins infirmiers de Pontevedra
Pour un article plus général, voir Campus de Pontevedra.
L'École de formation en soins infirmiers de Pontevedra est une école supérieure espagnole fondée en 1974 à Pontevedra et basée au centre-ville, dans des locaux de l'hôpital provincial de Pontevedra.

## Histoire
L'école d'infirmières de Pontevedra trouve son origine dans l'ancienne école d'assistants techniques de santé (ATS) de la Croix-Rouge, créée en 1974,. Cette école d'infirmières a été créée grâce à l'impulsion du professeur agrégé de lycée et président délégué de la Croix-Rouge de Pontevedra Marcelino Jiménez Jiménez, du directeur de l'hôpital provincial de Pontevedra Manuel Castro-Rial Canosa et du président du conseil provincial de Pontevedra José Luis Peláez Casalderrey et a été créée par le conseil provincial de Pontevedra. L'arrêté ministériel du 19 septembre 1974 du ministère de l'éducation a autorisé le fonctionnement provisoire de l'école.
En 1975, par l'arrêté du 28 janvier 1975, la création de l'école d'assistantes techniques de santé (ATS) de Pontevedra a été autorisée et ses activités académiques et théorico-pratiques ont été établies dans le "Grand Hôpital Provincial" de la Députation provinciale, elle a été rattachée à la faculté de médecine de Saint-Jacques-de-Compostelle et son règlement a été approuvé. Quelques mois plus tard, par l'arrêté du 2 avril 1975, l'école des assistantes techniques de santé a été créée à la résidence sanitaire de la sécurité sociale de Montecelo à Pontevedra (aujourd'hui hôpital Montecelo) et a également été rattachée à la faculté de médecine de Saint-Jacques-de-Compostelle et son règlement a été approuvé.
En 1978, par le décret royal 3117/1978 du 10 novembre, l'école ATS de la députation de Pontevedra a été transformée en école universitaire d'infirmières et a été rattachée à l'université de Saint-Jacques-de-Compostelle, offrant ainsi des études universitaires diplômantes,.
En 1990, par décret du ministère régional de l'éducation et de l'enseignement universitaire de séparation des centres et services de l'université de Saint-Jacques-de-Compostelle, dans son article 1, l'école a été rattachée à la nouvelle université de Vigo.
L'école a été installée dans l'ancien hospice provincial de la rue Sierra jusqu'en 1993, date à laquelle elle a déménagé aux quatrième et cinquième étages de l'un des bâtiments de l'hôpital provincial de Pontevedra,,.
Depuis septembre 2011, l'école propose un diplôme en soins infirmiers organisé en quatre années universitaires, conformément à la mise en œuvre du processus de Bologne ou de l'Espace européen de l'enseignement supérieur (EEES).

## Formations
L'école propose une licence en soins infirmiers (formation en 4 ans). 

## Équipe dirigeante
Le directeur de l'école de formation en soins infirmiers depuis 2010 est Miguel Ángel Piñón Cimadevila. La directrice adjointe est María Paz Diéguez Montes et la secrétaire est María Teresa Hermo Gonzalo. Le délégué de l'université est Rafael Durán Barbosa.

## Organisation
L'école de formation en soins infirmiers appartient au conseil provincial de Pontevedra, ce qui représente un coût de 500 000 euros par an.
L'école est dirigée par un conseil d'administration composé, entre autres, du directeur de l'école, du président du conseil provincial de Pontevedra, du directeur du centre hospitalier universitaire de Pontevedra et d'un délégué de l'université.